# Assberg – Hasenleite

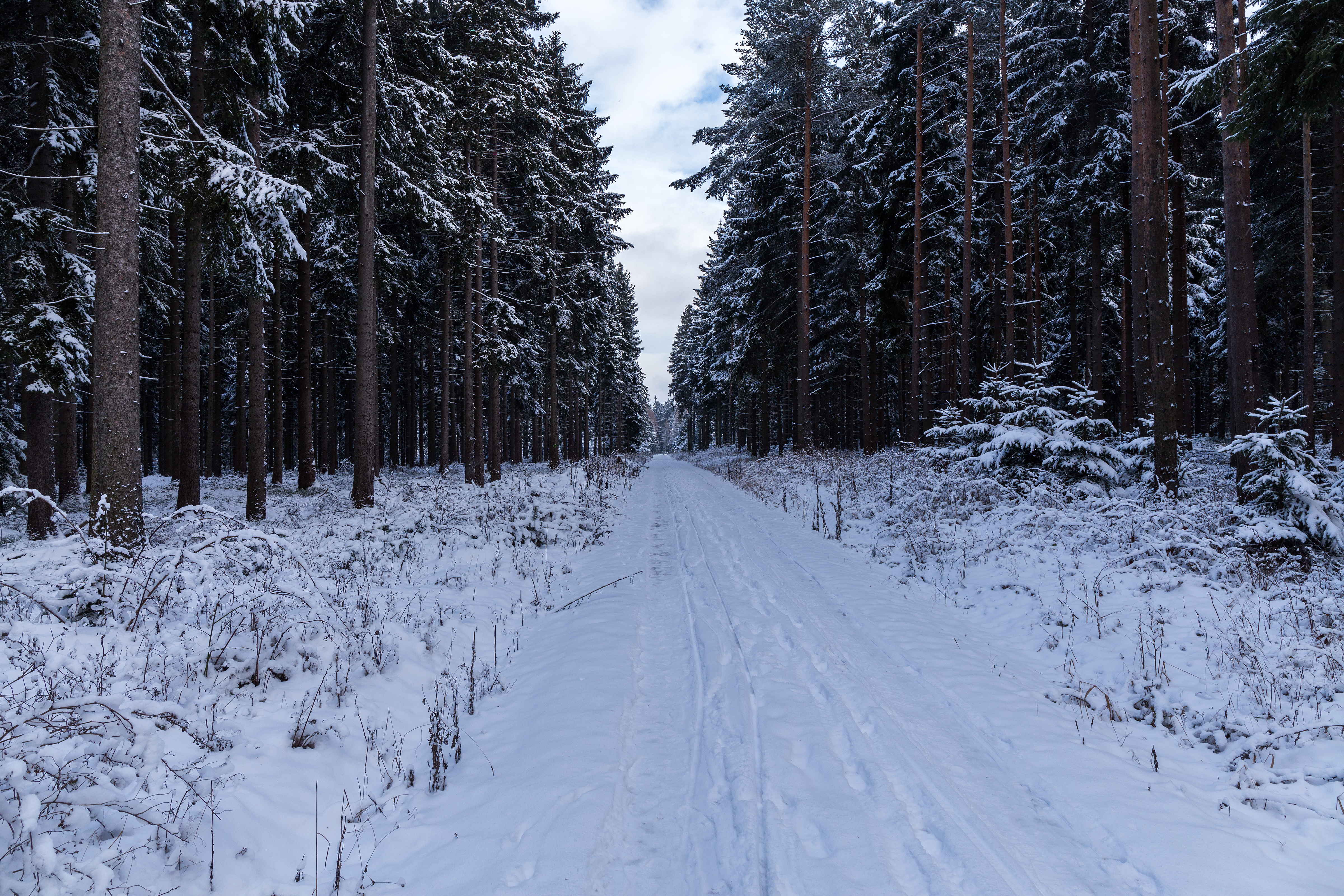
Winterlandschaft im Naturschutzgebiet Assberg-Hasenleite

Das Naturschutzgebiet Assberg – Hasenleite liegt im Landkreis Saalfeld-Rudolstadt in Thüringen. Es erstreckt sich südwestlich, südlich und südlich von Meura. Am östlichen Rand des Gebietes verläuft die B 281 und nördlich die Landesstraße L 2654. Schlage (ein rechter Nebenfluss der Lichte), Brandisbach, Jückelbach und Suhlbach fließen durch das Gebiet. Nordwestlich erstreckt sich die Talsperre Leibis-Lichte mit einer Wasseroberfläche von 106,56 ha.

## Bedeutung
Das 581,4 ha große Gebiet mit der NSG-Nr. 142 wurde im Jahr 1982 unter Naturschutz gestellt. 